# جساس (اسم)
جساس هو اسم علم مذكر من أصل عربي، ومعناه هو الذي يتجسس الأخبار من العدو ثم يعود بها إلى قومه.

## الأصل اللغوي
1. جاسوس: (اسم)
  - الجمع : جَوَاسِيسُ ، ـاتٌ
  - الجَاسُوسِ : مَنْ يَتَجَسَّسُ الأَخْبَارَ وَ يَنْقُلُهَا إِلَى مَنْ يَهُمُّهُ الأَمْرُ، الْمُخْبِرُ
  - جاسوس مزدوج: مَنْ يعمل لحساب طرفين متنافسين، أو يعمل في خدمة دولتين في الوقت نفسه ويخدع إحداهما أو الاثنتين معًا
2. تَجَسُّس: (اسم)
  - مصدر تَجَسَّسَ
  - شَبَكَةُ تَجَسُّسٍ : شَبَكَةٌ مِنَ الْمُخْبِرِينَ الَّذِينَ يَشْتَغِلُونَ لِفَائِدَةِ جِهَةٍ مَّا
3. تجسُّس: (اسم)
  - تجسُّس : مصدر تجسَّسَ
4. جَوَاسِيسُ: (اسم)
  - جَوَاسِيسُ : جمع جاسوس
5. مُتجسَّس: (اسم)
  - مُتجسَّس : اسم المفعول من تجسَّسَ
6. مُتجسِّس: (اسم)
  - مُتجسِّس : فاعل من تجسَّسَ
7. جاسوسيّة: (اسم)
  - مصدر صِنَاعِيٌّ
  - مِهْنَةُ الجَوَاسِيسِ، أَيْ تَلَمُّسُ الأَخْبَارِ وَالْمَعْلُومَاتِ لِلْإِخْبَارِ بِهَا لِمَنْ يَهُمُّهُ الأَمْرُ
  - اسم مؤنَّث منسوب إلى جاسوس: مهمّة/ شبكة جاسوسيّة
  - مصدر صناعيّ من جاسوس: مهارة جمع المعلومات عن شخص أو جهة أو نحوهما لصالح فرد أو جهة أخرى معادية الجاسوسيّة جريمة ضدّ أمن الدَّولة
  - مُنظَّمة تؤلِّفها الدول لتتجسَّس لها الأخبار وتستطلعها
8. جَسيس: (اسم)
  - الجَسِيسُ : الجاسُوس
9. مَجْسوس: (اسم)
  - مَجْسوس : اسم المفعول من جَسَّ
10. مَجَسّة: (اسم)
  - الجمع : مِجاسّ و مِجَسَّات
  - المَجَسَّة : المَجَسّ
  -  : اسم آلة من جسَّ: مِجَسّ، مِجْهرٌ؛ آلة يُستعان بها على رؤية الذرّات الصغيرة والأجزاء الدقيقة واستعملت في مقام الآلة المعروفة بالمِكرسكوب
  - جمع: مَجَاسٌّ (طب) آلَةٌ لِسَبْرِ الْجِرَاحِ، يُجَسُّ بِهَا

## شخصيات تحمل الاسم
- جساس بن مرة

## وصلات خارجية
- موسوعة السلطان قابوس لأسماء العرب نسخة محفوظة 5 أبريل 2019 على موقع واي باك مشين.